# ناریا اوپازیلا
ناریا اوپازیلا (به لاتین: Naria Upazila) یک منطقهٔ مسکونی در بنگلادش است که در ناحیه شریعت‌پور واقع شده‌است. ناریا اوپازیلا ۲۰۳٫۵۸ کیلومتر مربع مساحت و ۲۳۱٬۶۴۴ نفر جمعیت دارد.